# Tegosa infrequens
Tegosa infrequens är en fjärilsart som beskrevs av Higgins 1981. Tegosa infrequens ingår i släktet Tegosa och familjen praktfjärilar. Inga underarter finns listade i Catalogue of Life.